# Salome Alt

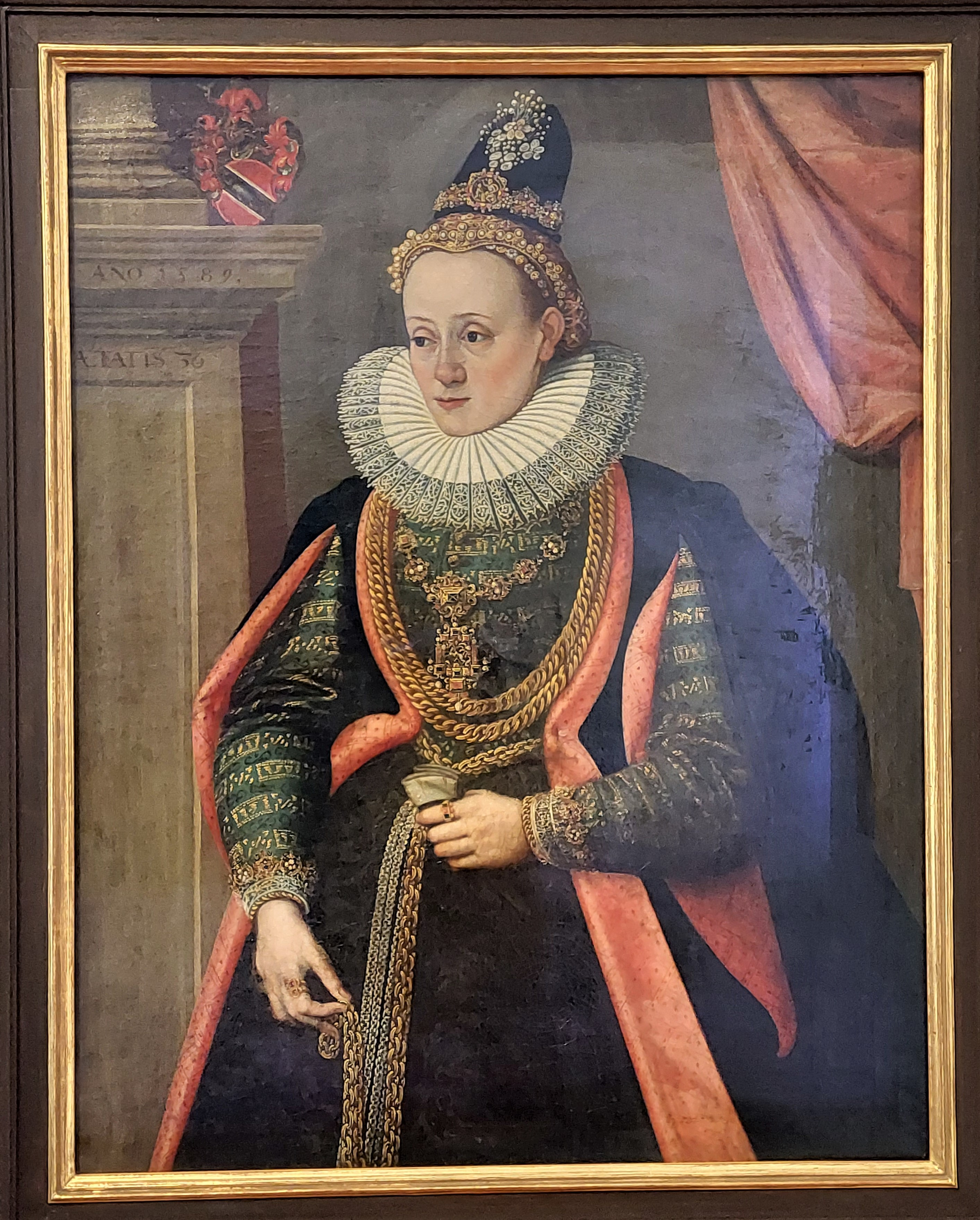
Salome Alt (1589)

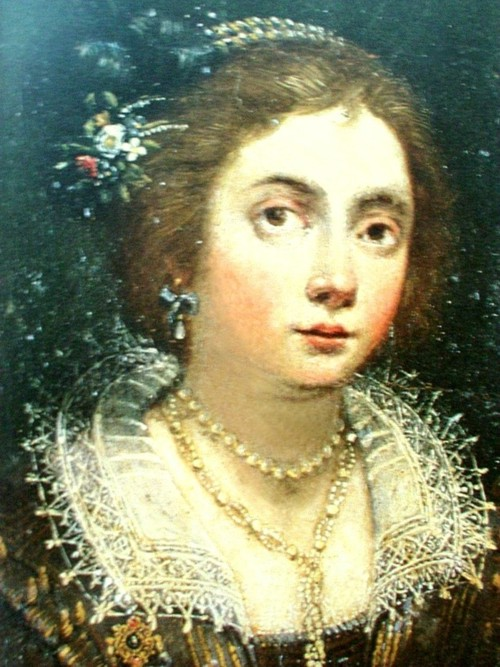
Salome Alt

Salome Alt, ab 1600 Alt von Altenau (* 21. November 1568 in Salzburg, der Hauptstadt des damaligen Erzstifts Salzburg; † 27. Juni 1633 in Wels, Österreich) war die Lebensgefährtin und Geliebte des Fürsterzbischofs von Salzburg Wolf Dietrich von Raitenau (1559–1617).

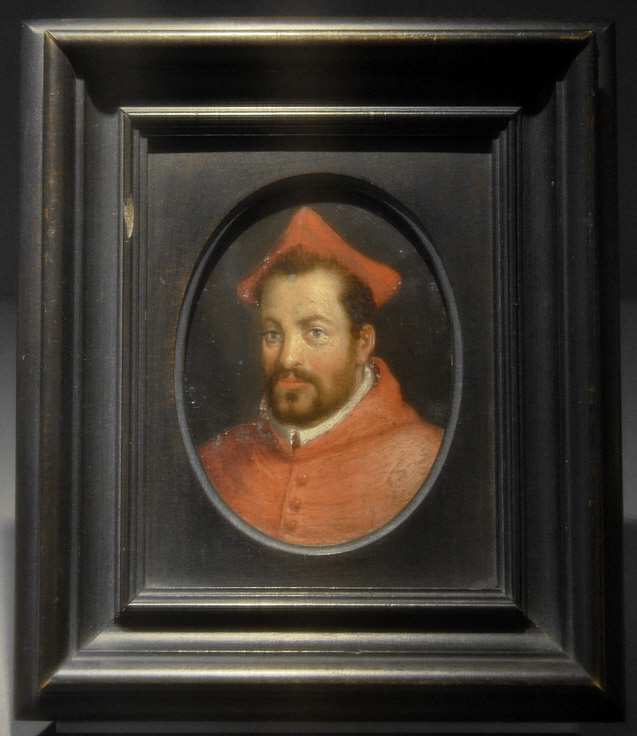
Miniatur des Wolf Dietrich von Raitenau um 1605

## Leben
Die Kaufmannstochter Salome Alt war über 22 Jahre lang Lebensgefährtin des Fürsterzbischofs Wolf Dietrich von Raitenau, dem sie 15 Kinder gebar (einige Quellen sprechen auch von 16 Kindern). Salome stammte aus einer angesehenen Salzburger Kaufmannsfamilie, sie war die Tochter des Wilhelm Alt, Kaufmann und Ratsherr in Salzburg; ihr Großvater Ludwig Alt war um 1523 sogar Bürgermeister der Stadt. Von einem Chronisten wird sie als groß gewachsen, mit rotbraunem Haar, klaren grauen Augen, breiter Stirn und als die Schönste der Stadt beschrieben.

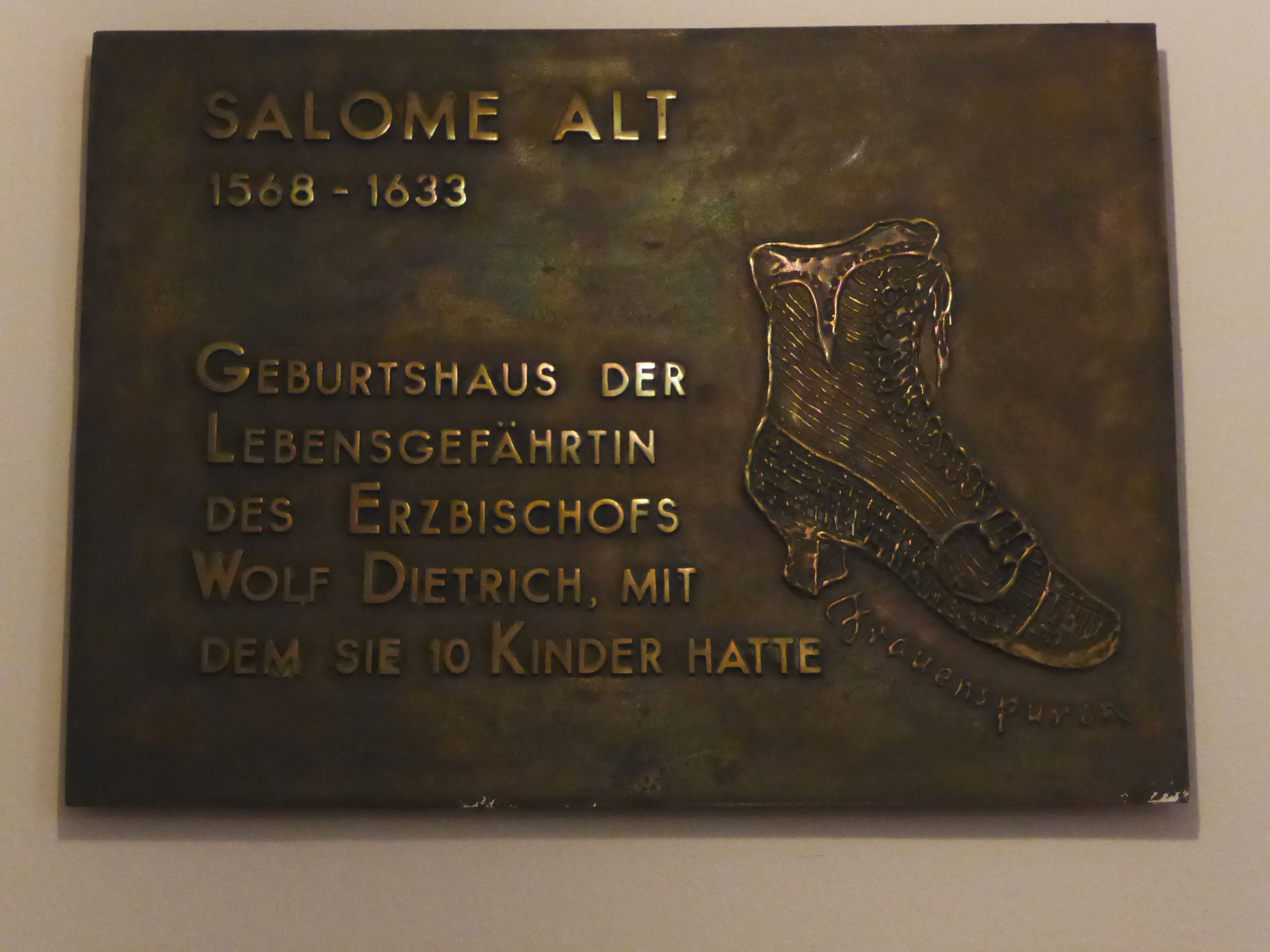
Gedenktafel Salome Alt in einem Durchhaus der Sigmund Hafnergasse 6

### Lebensgefährtin Raitenaus
Sie lernte Wolf Dietrich von Raitenau während einer Festlichkeit in der Alten Stadttrinkstube kennen und begab sich mit ihm in eine zunächst verborgene Unterkunft im erzbischöflichen Palais. Es heißt, sie habe danach nie mehr einen Fuß in ihr bürgerliches Elternhaus in der Sigmund-Haffner-Gasse gesetzt. Nach seiner Wahl zum Fürsterzbischof versuchte er von Rom eine Dispens zu erlangen, durch die es ihm auch als Kirchenmann möglich gewesen wäre, verheiratet zu sein. Die Familienfama berichtet sogar, dass Salome und Wolf Dietrich einen ehelichen Bund eingegangen seien, noch bevor er zum Priester geweiht wurde. Zudem ging man zu dieser Zeit von einer in Kürze bevorstehenden Aufhebung des Zölibats aus. Trotz der Vermittlungsversuche seines Onkels, des Kardinals Marcus Sitticus von Hohenems, scheiterte dieses Vorhaben. Aus der Beziehung machte Wolf Dietrich kein Geheimnis, Salome war bei Hof anwesend und sie speiste, auch wenn Gäste anwesend waren, an der Hoftafel.

### Kinder
Aus ihrer Verbindung zu Wolf Dietrich gingen 15 Kinder hervor, von denen fünf früh verstarben und von denen elf mit Namen bekannt sind:

1. Hannibal (* 1593, † 1616)
2. Helena
3. Euphemia († 1638) ⚭  Max Richtersperger, Gegenschreiber zu Wels, verwitwet,[6]
4. Maria Salome (* 1595, † 1605), sie ist im Stift Nonnberg mit einem Portraitgrabstein begraben,
5. Eusebia († 1624),
6. Cäcilie, am 3. Juni 1620 ⚭ Georg Constantin Grundemann von Falkenberg († 1662). Kinder aus der Ehe waren
  1. Georg Constantin,
  2. Adam Anton ⚭ Susanna Katharina Grüber von Grübegg,
  3. Franz Fortunat (Benediktinermönch zu Kremsmünster),
  4. Johann Erasmus († unvermählt in kaiserlichen Kriegsdiensten),
  5. Ferdinand Wilhelm (in einem Donauarm bei Linz ertrunken, 13 Jahre alt),
  6. Ferdinand Adam Rudolf († als Kind).
Über diese Familie der Grundemann von Falkenberg hat sich das Geschlecht der Alt von Altenau bis ins 21. Jahrhundert erhalten.
7. Anton,
8. Wolf Dietrich,
9. Viktor (* 1604, † 1638 im Freihaus zu Wels ⚭ am 20. Februar 1634 im Salzburger Dom mit Katharina Götz, Tochter des kurbayerischen Kanzlers zu Burghausen, Dr. Johann Götz),[7]
10. Johann Georg Eberhard (* 1605,† 1675) unter dem Namen Ägidius wurde er Benediktinermönch im Stift Kremsmünster,
11. Susanna.

Salome Alt wollte nach dem Sturz Wolf Dietrichs keines ihrer Kinder verheiraten, so lang es mit mein gnettigisten hern die gestalt hat, d. h. so lange er eingesperrt war.

### Standeserhöhungen

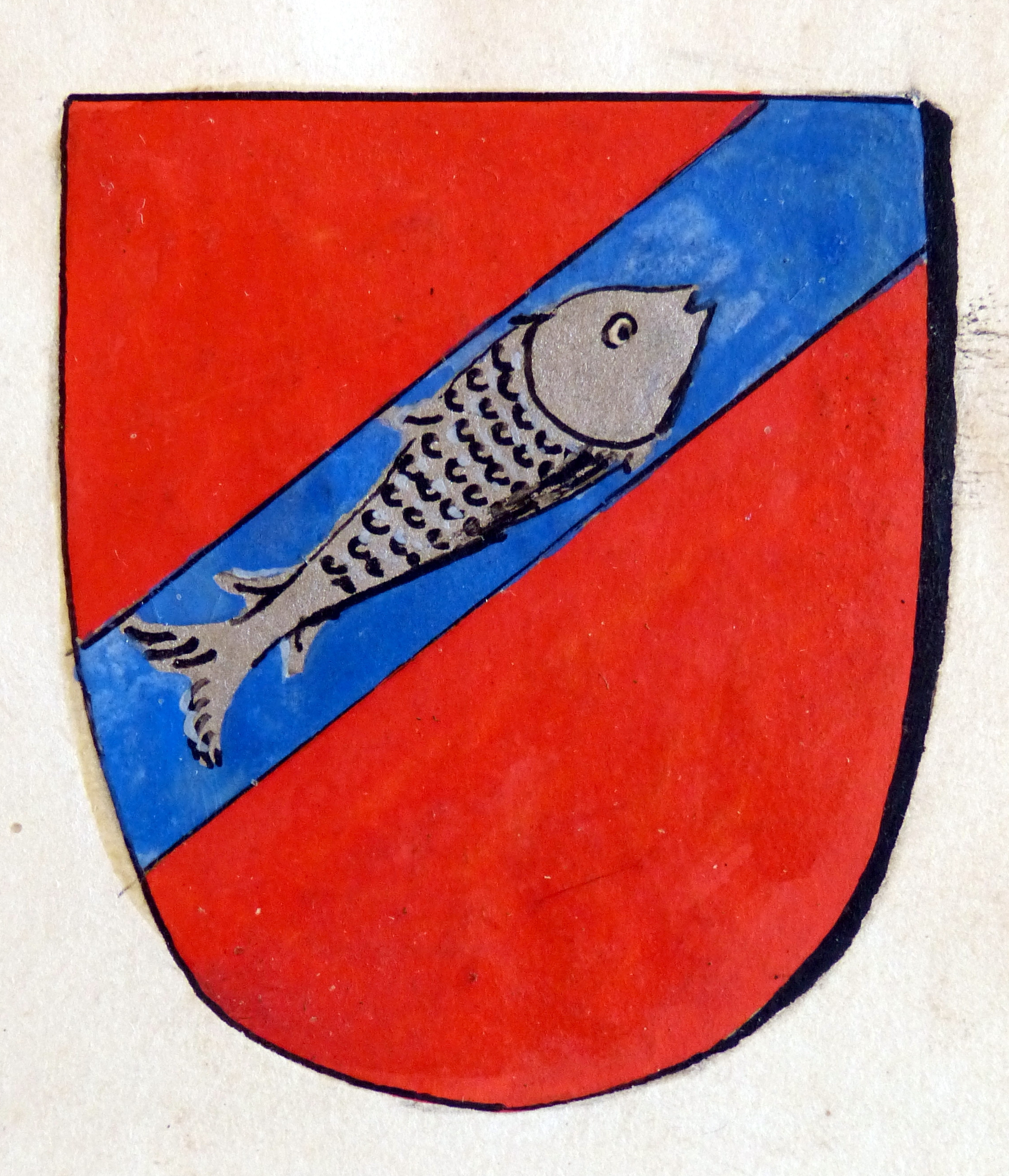
Wappen der Alt von Altenau

1600 erhob der Kaiser auf Wunsch von Wolf Dietrich Salome Alt in den Adelsstand, seither konnte sie sich Salome von Altenau nennen. Salome Alt nahm auch am Gesellschaftsleben des Salzburger Hofes in weitem Umfang teil. 1606 bezog sie ein neues Domizil in der Sigmund-Haffner-Gasse (heute Dietrichsruh). Johann Stainhauser schreibt Anno 1605, den 18. Tag Augusti, hat ihr hochfürstliche Gnaden dem Herrn Friedrich Rechlinger [verheiratet mit Maria Alt, einer Cousine 2. Grades von Salome] das Haus [...] abkauft umb 1400 fl. und zu seinem Gepew zuerbaut. Er hat auch die alte Münz in der Kirchengassen [Sigmund-Haffner-Gasse, Ecke Churfürstenstraße] und das Schaidgaden alles abbrechen lassen und ain ander große Gepew, so bis an die Pfarrkirchen raicht, so mit ainer eisnen Thürr bewart und vor den Fenstern mit schönen gemalten durchsichtigen Gätern versehen aufrichten lassen. 1606 errichtete Wolf Dietrich für sie außerhalb der Stadtmauern das Schloss Altenau, aus dem später das heutige Schloss Mirabell hervorging. Dieses wurde für Wolf Dietrich ein bevorzugter Aufenthaltsort, der „in solchem schönen Gepeu mit den Seinigen etc. sich oftmals belustigt und vilmals sowohl abends als morgens die malzeiten daselsbt genossen und allerlei ehrliche freudenspiel und kurzweil darinnen getrieben“.
Am 28. August 1609 wurde sie von Kaiser Rudolf II. in Prag in den Reichsadelsstand erhoben, und ihre Kinder, die sie bei einer fürnemben geistlichen Person ledigen Standes geboren habe, werden aller Makel und Gebrechen ihrer unehelichen Geburt enthoben. Die nicht an Politik und Macht interessierte Frau war mit ihrer ausgeglichenen Art beruhigend für den überstrapazierten und unbeherrschten Mann. Mit ihren Kindern bildete sie den Ruhepol in seinem hektischen Leben. Es war bezeichnend, dass sie trotz ihrer prekären Lage am Salzburger Hof keinen einzigen bekannten persönlichen Feind hatte.
Salomes Alt von Altenau und ihre Kinder wurden am 24. Mai 1610 in die Salzburger Landschaft aufgenommen. Wolf Dietrich verlieh Salome Alt und ihren Kindern die Landstandschaft. Durch die Übertragung der „Landsassenfreiheit“ für das innerhalb des Burgfriedens gelegene Stammhaus Altenau wurde die Familie unter anderem von den gemeinen Bürden und der Niedrigen Obrigkeit, dem Zugriff der Stadthauptmannschaft, befreit. 1610 schenkte ihr Wolf Dietrich Schloss Seehaus im Rupertiwinkel. Durch Wolf Dietrichs Zukäufe und Schenkungen im Erzbistum Salzburg besaß Salome Alt das ungeheure Vermögen von mehr als 400.000 fl., festgehalten in einem Urbarium der Salome Alt vom 31. Oktober 1610. Die Jahreseinnahme ihrer 80 Liegenschaften (Bauerngüter, Hofstätten, Tavernen, Mühlen, Äcker und Holzrechten) belief sich auf über 200 Gulden. 1612 verzichtete Salome Alt von Altenau für sich und ihre Kinder zu Gunsten des Salzburger Domkapitels auf ihre Schuldobligationen von 120.000 Gulden bei der Tiroler Landschaft.

### Raitenaus Auseinandersetzung mit Wilhelm von Bayern
Wolf Dietrich war in Auseinandersetzungen mit dem Bayernherzog Wilhelm V. verwickelt. Kriegerische Auseinandersetzungen um den Salzhandel folgten und gipfelten mit einem Einmarsch der Bayern im Jahr 1611. Er ließ seine Familie aus Sorge nach Flachau in den Ansitz Thurnhof bringen und versuchte selbst nach Kärnten zu entkommen. Er wurde jedoch von bayerischen Häschern in Gmünd gefangen und zuerst auf die Festung Hohenwerfen und später auf die Festung Hohensalzburg verbracht, um dort meist in Einzelhaft seine Zeit bis zu seinem Tod am 16. Januar 1617 zu verbringen. Von seinem Leid zeugt eine von ihm angefertigte Kritzelei in seiner Kerkerzelle auf Hohenwerfen: „Lieb ist Laydes Anfanghk- über kurz oder langhk.“
Salome Alt fällt über seine Verhaftung in grasem Schrecken und bekommt in dieser petriebten Zeit ein Nervenfieber, von dem sie sich lange nicht erholt. Nach seinem Sturz und der Gefangennahme von Wolf Dietrich wird auch Salome Alt am 27. Oktober 1611 in Flachau verhaftet, jedoch schon bald auf Befehl des Domkapitels wieder freigelassen. Sie flieht nach Wels in Oberösterreich zu ihrer Cousine Felicitas Weiß, geborene Alt, die mit dem Handelsherrn Christoph Weiß verheiratet ist. Hier wartete sie vergeblich auf „ihren Herrn“; obwohl es ihr gelang, heimlich mit ihm in Verbindung zu treten, haben sie einander nach seiner Verhaftung nie wieder gesehen.

### Leben nach dem Tod Raitenaus

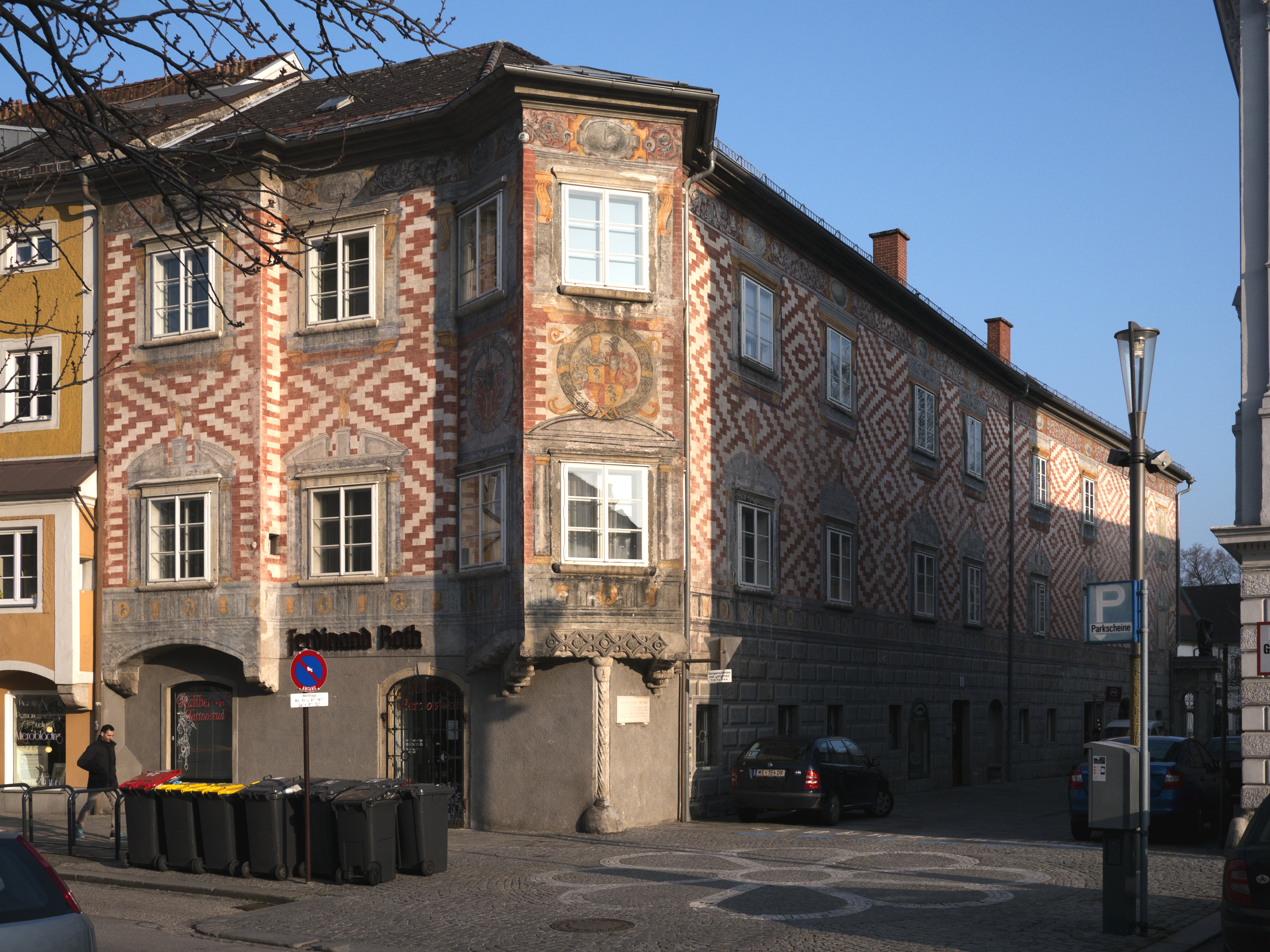
Haus der Salome Alt in Wels, Stadtplatz 24

Nach dem Tod 1617 von Wolf Dietrich von Raitenau trägt Salome nur noch Trauerkleidung. 1622 kauft Salome Alt von Altenau in Wels das Haus Stadtplatz 24, auf dem heute der spätgotische Erker mit drei Wappen der Familie Hofmann und Freskomalereien von 1570 zu sehen sind. Das Haus gehörte ursprünglich dem römisch-deutschen König und späteren Kaiser Ferdinand I., ab 1552 war es Freisitz der Freiherrn von Hofmann. Salome Alt von Altenau stirbt hier am 27. Juni 1633 im Alter von 64 Jahren. Das sich Alt von Altenau nennende Geschlecht erlischt mit Salome, da sie von keinem männlichen und den Namen tragenden Nachkommen überlebt wird. Über die Familie der Grundemann von Falkenberg sind aber Enkel der Salome Alt und des Wolf Dietrich vorhanden. Universalerbin wird ihre Schwester. 1668 wird das Haus in Wels von den Erben der Alt von Altenau an die Adelsfamilie Eiselsberg verkauft.
Bisher ist es nicht gelungen, die Begräbnisstätte von Salome Alt auszumachen.

## Porträt

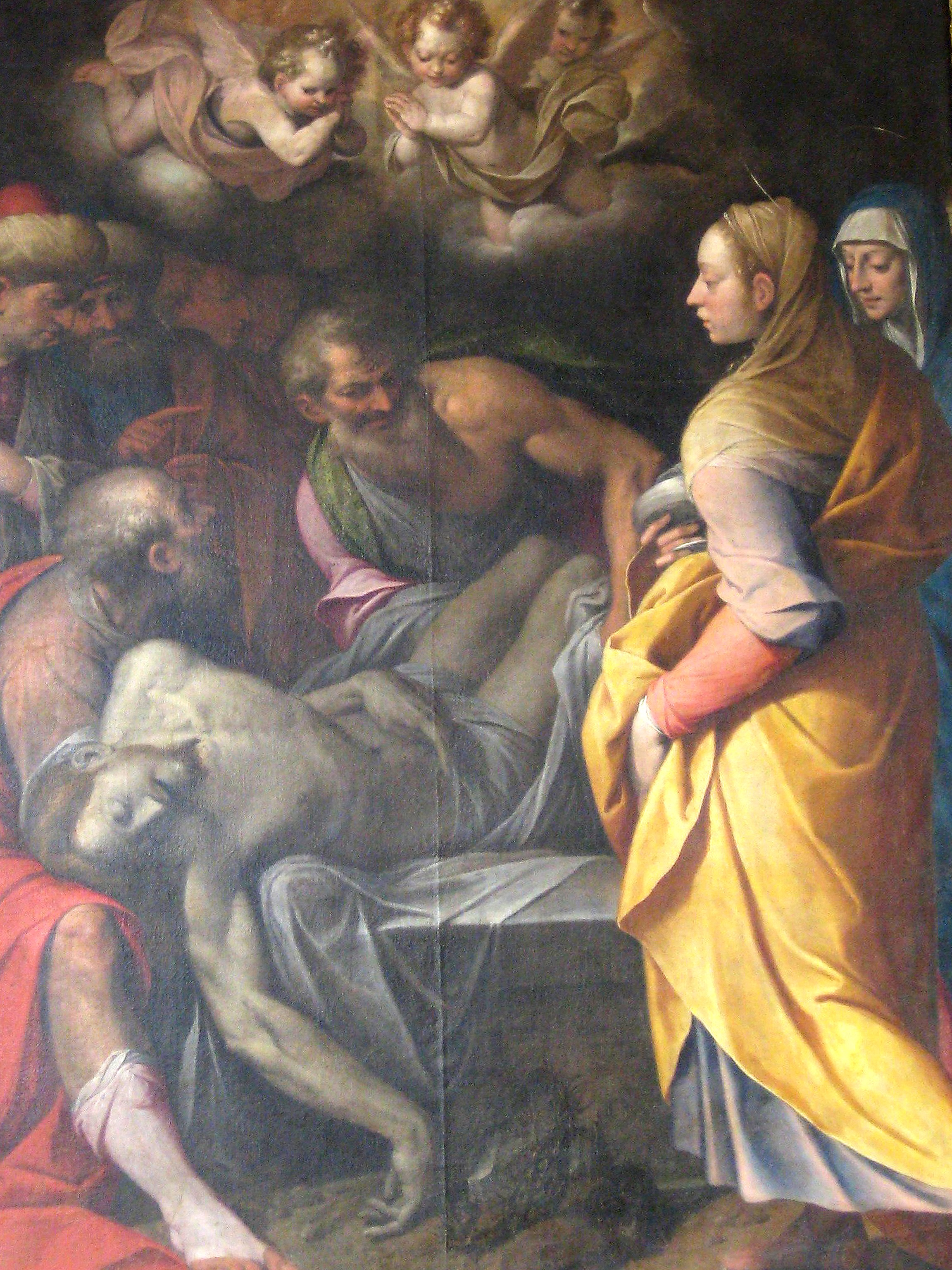
Salome Alt als Maria Magdalena

Ein Bild von Camillo Procaccini (* 1546 in Bologna), das die Grablegung Christi darstellt, zeigt Salome Alt im Vordergrund als Maria Magdalena. Wolf Dietrich stiftete dieses Werk dem Kloster Langnau, wo sich das Grab seiner Familie befand, von wo aus es später in die Dorfkirche des benachbarten Hiltensweiler (heute zu Tettnang, Baden-Württemberg) kam.
Die nordwestliche für den Deutschordenskomtur Hans Ulrich (II.) von Raitenau (1567–1622) errichtete Kapelle in der Pfarrkirche Mülln enthält an der Ostwand ein Weihnachtsbild (Anfang 17. Jh.) nach Otto van Veen, auf dem der Tradition nach in der Gottesmutter Maria und im Hl. Josef die Porträts von Salome Alt und Wolf Dietrich zu sehen sein sollen.
In der Sigmund-Haffner-Gasse Nr. 6 von Salzburg befindet sich heute eine Gedenktafel für Salome Alt.

## Salome Alt in der Belletristik
- Erwin H. Rainalter: Mirabell. Der Roman einer Frau. Paul Zsolnay, Wien 1941.